# Пуатье
Пуатье́ (фр. Poitiers [pwaˈtje], лат. Pictavium) — главный город французского департамента Вьенна, исторический центр области Пуату. Лежит на известковом плато, которое омывается с востока и севера рекой Клэн и с запада рекой Буавр. Центр агломерации из 11 пригородных районов.

## История
Название города происходит от его древних обитателей — галльского племени пиктонов, носил название Пиктавий. Основан город во II веке до н. э. В 51 г до н. э. завоеван Цезарем. C IV века это был крупнейший церковный центр Аквитании, где подвизался знаменитый богослов епископ Иларий Пиктавийский. В 507 году франкский король Хлодвиг I разбил армию вестготов Алариха II, после чего присоединил город к государству франков. см. подробнее: 
 Вообще, Пуатевинское плато, заключённое между Армориканской возвышенностью и Центральным массивом, служит естественным коридором, связующим юг и север Франции. В связи с этим через Пуатье в истории не раз проходили завоевательные армии.

#### Битва 732 года
Завоевав Испанию, арабы вторглись в Галлию через Пиренейские проходы, овладели Аквитанией и заняли часть Нейстрии. Христианскому миру грозила страшная опасность. В это критическое время спасителем франков и христианства явился Карл Мартелл, майордом франкский. На пути Абд ар-Рахмана ибн Абдаллаха стал Карл (октябрь 732 г.). У обоих противников было одинаково сильное войско. Карл не нападал первый: он 6 дней ожидал нападения. На седьмой день лёгкая конница арабов и берберов разбилась о крепко сплочённую массу франков, тяжело вооружённых, сражавшихся большими мечами, непоколебимых, как «ледяные глыбы». О Карле рассказывали чудеса; за ним сохранилось название «Martellus» — молот. Арабы были разбиты. Вопрос, кому достанется победа в Европе — исламу или христианству — был решён в пользу христианства.
С началом периода феодальной раздробленности, приблизительно с конца 9 века, город стал резиденцией графов де Пуатье. После того, как Элеанора Аквитанская вышла в 1152 г. замуж за английского короля, Пуатье вошёл в состав владений Плантагенетов. В 1199 году город получил права коммуны. В 1204 году захвачен французским королём Филиппом II. После подписания в 1259 году мирного договора между Францией и Англией официально стал частью королевского домена.
За время Столетней войны он неоднократно переходил из рук в руки. В 1429 году здесь допрашивали Жанну д’Арк.

#### Битва 1356 года
Составляет эпизод Столетней войны. Эдуард Чёрный Принц — участник битвы при Креси — составил план пройти из Бордо через французское королевство. В июле он двинулся на Париж. Французский король Иоанн II Добрый, собрав армию ок. 50 тыс. человек, быстро появился на Луаре. 19 сентября состоялась битва. После неудачной конной атаки, запланированное наступление пеших французских рыцарей закончилось их бегством. Иоанн и его младший сын Филипп Храбрый были взяты в плен. Погиб весь цвет французского рыцарства. С Францией было заключено перемирие на 2 года.
Во время Религиозных войн безуспешно осаждался гугенотами в 1569 году. Входил в Католическую лигу, в 1594 году признал легитимным королём Генриха IV. До начала XX века Пуатье вёл жизнь рядового провинциального города. Во время Второй мировой войны оккупирован, подвергся бомбардировкам Союзников, освобождён 5 сентября 1944 года. В 1970-е годы в Пуатье заработало несколько крупных предприятий, что несколько оживило экономическую активность.

## Культура и образование

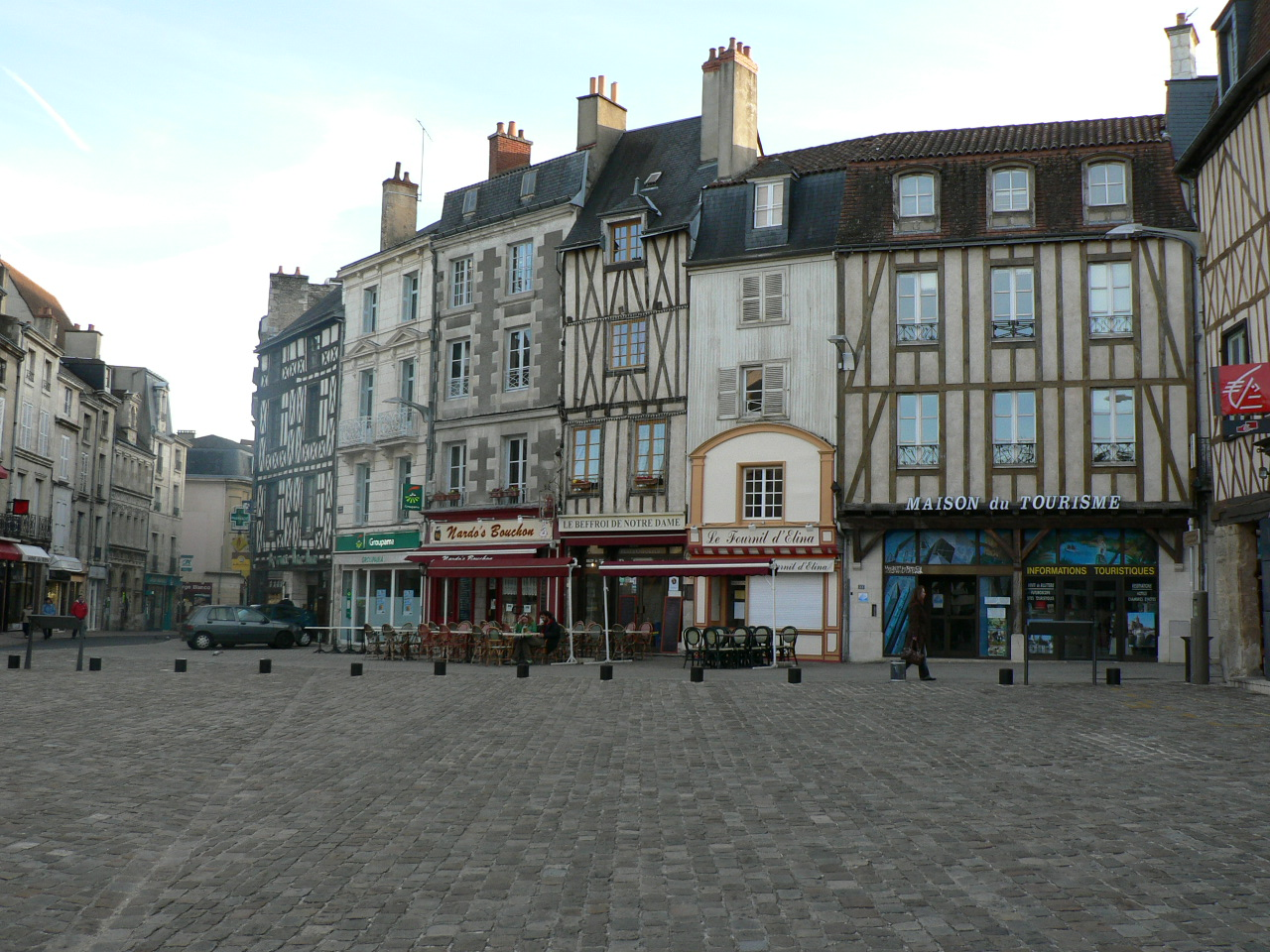
Фахверковые дома на площади Шарля де Голля

В Пуатье находится университет Пуатье, в котором на 7 факультетах обучается 24 000 человек (2009). Он был основан в 1431 Карлом VII и является одним из старейших университетов Франции. В его состав входит 6 институтов, 2 высших инженерных школы и высшая школа экономики и менеджмента.

## Достопримечательности
Пуатье — один из самых богатых в архитектурном отношении городов Франции. Уцелели развалины римского акведука, а до 1857 года ещё можно было видеть и римскую арену. По ту сторону Клэна находится так называемый «Pierre levée» — дольмен, с которым связано немало древних преданий и суеверий.
Одна из главных достопримечательностей — средневековый Дворец правосудия, изначально служивший резиденцией графов Пуатье. Средневековый город был окружён стенами с башнями и шестью воротами; на сегодняшний день сохранились остатки стен и одна башня. В Пуатье уцелело много фахверковых домов, а также несколько аристократических особняков, неоренессансная ратуша, здание префектуры (построено в стиле Людовика XIII с 1864 по 1868 год).
В Пуатье можно посетить целую гроздь примечательнейших церквей:
- кафедральный собор св. Петра — образец анжуйской готики времён Плантагенетов; его строительство было начато в 1162 и окончено 200 лет спустя — это самое старое готическое сооружение в Пуатье; в интерьере — оконные витражи XII века, резные лавки в хорах XIII века и классический орган XVIII века работы Франсуа-Анри Клико.
- Баптистерий Иоанна Крестителя при соборе — древнейшее христианское сооружение во Франции, датируется IV веком; в центре этого небольшого здания находится восьмиугольный бассейн для крещения; также в этом здании сохранилась замечательная коллекция романских и готических фресок.
- Нотр-Дам-ля-Гранд — вершина романского стиля XII века, славится богатейшим скульптурным убранством; каждую ночь в течение летних месяцев на её резной главный фасад проецируются красочные фрески.
- церковь св. Илария — романская постройка XI века с гробницей св. Илария; после революционных разрушений отреставрирована в XIX веке
- церковь св. Радегунды, покровительницы города, основанная в 560 г. королевой Радегундой, супругой Хлотаря I; в подземной крипте находится гробница этой святой, привлекающая много паломников.
- Церковь аббатства Монтьернёф — заложена в 1069 году аквитанским герцогом Гильомом VIII в составе бывшего аббатства ордена бенедиктинцев

### Исторические парки и сады
- Парк Блосак был создан в 1753 году королевским Интендантом Пуату за бывшим средневековым городским валом. Своими прямыми проходами и подстриженными деревьями он представлял типичный регулярный парк во французском стиле. В 1899 году здесь был устроен малый пейзажный парк, а в 2003 году был возрожден Большой Луг, где устроили современный сад. Парк украшают статуи скульпторов Антуана Эте, Ипполита Мендрона, Рэймона Сюдра, а также копия Кубка Уорика и бронзовые миниатюры Барбединни.
- Ботанический сад, устроенный в 1869 году на месте городской больницы в стиле пейзажного парка.
- Цветочный сад, открытый в 1978 году.

## Транспорт
Железнодорожная станция Пуатье находится на линии скоростных поездов TGV Atlantique, которая соединяет Бордо и Париж. Вокзал расположен в долине западнее от центра старого города. Кроме Парижа и Бордо, скоростными поездами можно добраться до Ангулема, Лиможа и Ла-Рошели. Прямая поездка на поездах TGV из Пуатье до Парижа занимает 1 час 40 минут. В Париже поезда прибывают на вокзал Монпарнас.
Аэропорт Пуатье-Биар расположен в 2,4 километрах западнее Пуатье. Поддерживается регулярное авиасообщение с Лионом и Лондоном.
Общественный транспорт в городе обеспечивается компанией Vitalis. В рамках региона пассажирские перевозки выполняет компания TER Пуату-Шаранта (региональные поезда). Перевозками на территории департамента Вьенна занимается компания «ligne en Vienne»
В январе 2009 года в Пуатье был начат проект по масштабной реорганизации дорожного движения в центре города — «Projet Coeur d’Agglo». По плану он должен завершиться в декабре 2012 года. Одной из задач этого проекта является смена привычек населения использовать автомобиль для поездок в центр города и в качестве ежедневного транспортного средства. Начиная с 29 сентября 2010 года очередные 12 улиц города закрыли для индивидуального автотранспорта. К 2017 году планируется запуск новой сети маршрутов скоростных автобусов.

## Климат
| Показатель                    | Янв.  | Фев.  | Март | Апр. | Май  | Июнь | Июль | Авг. | Сен. | Окт. | Нояб. | Дек.  | Год   |
| ----------------------------- | ----- | ----- | ---- | ---- | ---- | ---- | ---- | ---- | ---- | ---- | ----- | ----- | ----- |
| Абсолютный максимум, °C       | 17,7  | 20,8  | 24,0 | 26,6 | 30,7 | 36,0 | 37,4 | 37,5 | 34,8 | 29,2 | 21,6  | 18,8  | 37,5  |
| Средний суточный максимум, °C | 7,3   | 9,1   | 11,8 | 14,9 | 18,4 | 22,2 | 25,1 | 24,5 | 21,9 | 17,2 | 11,0  | 7,8   | 15,9  |
| Средняя температура, °C       | 4,2   | 5,4   | 7,3  | 9,8  | 13,3 | 16,6 | 19,1 | 18,6 | 16,3 | 12,4 | 7,3   | 4,7   | 11,3  |
| Средний суточный минимум, °C  | 1,1   | 1,7   | 2,7  | 4,8  | 8,1  | 11,1 | 13,0 | 12,7 | 10,7 | 7,6  | 3,6   | 1,6   | 6,6   |
| Абсолютный минимум, °C        | −17,9 | −14,1 | −8,2 | −4   | −1,1 | 2,9  | 6,0  | 3,4  | 1,7  | −2   | −9,6  | −16,5 | −17,9 |
| Норма осадков, мм             | 67    | 59    | 56   | 53   | 73   | 48   | 47   | 49   | 51   | 60   | 74    | 67    | 704   |
| Источник: Infoclimat          |       |       |      |      |      |      |      |      |      |      |       |       |       |

## Города-побратимы
- Марбург (1961)
- Яссы (1969)
- Ярославль (1970)
- Лафейетт (1975)
- Коимбра (1979)
- Нортгемптон (1979)
- Мунду (1990)